# Мићо Грубор
Мићо Грубор (Бастаси код Дрвара, 15. септембар 1934) јесте генерал-мајор Војске Републике Српске. 

## Биографија
Грубор (Стевана) Мићо, рођен је у селу Бастаси, општина Дрвар, Босна и Херцеговина. Отац земљорадник, мајка домаћица. Послије ниже реалне гимназије уписао је школу АПО-ВА КОВ смјер пјешадија коју је 1950. године завршио врло добрим успјехом.
Има два сина.

## Служба у ЈНА
У Југословенској народној армији је службовао је у гарнизонима: Ријека, Карловац и Београд. На посљедној дужности у ЈНА био је у Генералштабу ОС СФРЈ руководилацу Инспекцији за послове војне обавезе, у чину пуковника. Почетак оружаних сукоба у СФРЈ затекао га је у гарнизону Београд.

## Служба у ВРС
У Војсци Републике Српске је од 15. маја 1992. године. За вријеме грађанског рата у БИХ био је помоћник за Организацијско-мобилизацијске и персоналне послове команданта Главног штаба Војске Републике Српске.

## Признања и одликовања

### ЈНА
Одликован је Орден за војне заслуге за сребреним мачевима, Орден народне армије са сребреном звездом, Орден за војне заслуге са златним мачевима и Орден народне армије са златним звездом.

### ВРС
- Карађорђева звијезда I реда.[3]

Током службе оцјењиван је једанаест пута, три пута оцјеном добар, седам пута оцјеном истиче се и једном оцјеном нарочито се истиче.